# Cuscatancingo
Cuscatancingo ist eine Stadt und ein Municipio in El Salvador in Mittelamerika im Departamento San Salvador und hat 66.400 Einwohner (2007) auf 5,4 km².
Die Stadt liegt auf einer Höhe von über 600 m ü. NN als ein Vorort am nördlichen Stadtrand der Landeshauptstadt San Salvador.